# Ден Гілберт
Деніель «Ден» Гілберт (англ. Daniel «Dan» Gilbert; нар. 17 січня 1962, Детройт) — засновник і глава правління компаній Rock Ventures і Quicken Loans Inc., основний власник клубу Національної баскетбольної асоціації «Клівленд Кавальєрс» та клубу Американської хокейної ліги «Ері Монстерс», керуючий «Quicken Loans Arena» в Клівленді, штат Огайо. Голова правління JACK Entertainment, якій належить казино Horseshoe Casino в центрі Клівленда.

## Клівленд Кавальєрс
Гілберт став основним власником «Клівленд Кавальєрс» в березні 2005 року, після чого провів повну перебудову, як в управлінні команди, так і в тренерському штабі і в складі команди.
8 липня 2010 року лідер клубу Леброн Джеймс оголосив, що він залишає «Кавальєрс» і переходить в «Маямі Хіт». Гілберт опублікував відкритий лист на вебсайті команди в якому сильно розкритикував те, як було зроблено це оголошення Джеймсом. 12 липня 2010 року комісар НБА Девід Стерн оштрафував Гілберта на 100 000 доларів за його висловлювання в листі. Хоча багато засобів масової інформації також критикували Гілберта за його лист, безліч уболівальників «Кавальєрс» підтримали його і запропонували заплатити за нього цей штраф. Гілберт відхилив ці пропозиції, запропонувавши їм віддати ці гроші на благодійність.